# حوش السلطان
حوش السلطان قرية سوريّة تتبع إداريّاً لمحافظة ريف دمشق منطقة مركز ريف دمشق ناحية المليحة، بلغ تعداد سكانها 477 نسمة حسب التعداد السكاني لعام 2004.